# Igreja Matriz de Odiáxere
A Igreja Matriz de Odiáxere, também conhecida como Igreja de Odiáxere, é um monumento religioso localizado na vila de Odiáxere, no concelho de Lagos, em Portugal.

## Descrição
A igreja localiza-se no Largo da Liberdade, no centro da localidade de Odiáxere.
Este monumento foi classificado como Imóvel de Interesse Público pelo Decreto n.º 2/96, de 6 de Março.
O edifício insere-se nas correntes arquitectónicas do manuelino e barroco. Tem planta longitudinal, com uma só nave e uma cabeceira de forma quadrangular. O arco triunfal está ladeado por dois altares. A capela-mor tem uma cobertura em madeira, formando uma abóbada de berço. O retábulo está decorado com talha dourada, ladeado por colunas salomónicas.

## História
A igreja foi construída durante o reinado de D. Manuel (r. 1495-1521), constituindo um exemplo do franco desenvolvimento pelo qual a vila de Odiáxere passou naquele período. Ao longo da sua história foi muitas vezes alvo de obras, embora nenhuma das alterações tenha atingido o mesmo nível, do ponto de vista artístico, dos elementos originais manuelinos. Uma das maiores campanhas de obras foi feita no século XIX, que atingiram principalmente a fachada principal, com a reconstrução da torre sineira e a modificação da empena.